# Студенка (Борисовський район, Пригородна сільська рада)
Студенка (біл. вёска Студзёнка) — село в складі Борисовського району Мінської області, Білорусь. Село підпорядковане Пригородницькій сільській раді, розташоване в північно-східній частині області.